# ذباب ساقي العينين
ذباب ساقي العينين (الاسم العلمي: Diopsoidea)، فصيلة عليا من الذباب وينتمي إلى عديمات القلنسوة، صغيرة العدد لكنها متنوعة وتنتشر على وجه الخصوص في المناطق المدارية.